# Liste der Kreisstraßen im Landkreis Regen
Die Liste der Kreisstraßen im Landkreis Regen ist eine Auflistung der Kreisstraßen im bayerischen Landkreis Regen mit deren Verlauf. 

## Abkürzungen
- CHA: Kreisstraße im Landkreis Cham
- DEG: Kreisstraße im Landkreis Deggendorf
- FRG: Kreisstraße im Landkreis Freyung-Grafenau
- REG: Kreisstraße im Landkreis Regen
- SR: Kreisstraße im Landkreis Straubing-Bogen
- St: Staatsstraße in Bayern

## Liste
Nicht vorhandene bzw. nicht nachgewiesene Kreisstraßen werden in Kursivdruck gekennzeichnet, ebenso Straßen und Straßenabschnitte, die unabhängig vom Grund (Herabstufung zu einer Gemeindestraße oder Höherstufung) keine Kreisstraßen mehr sind.
Der Straßenverlauf wird in der Regel von Nord nach Süd und von West nach Ost angegeben.
| Nr. REG | Verlauf |
| ------- | --- |
| REG 1   | St 2135 – Augrub – Fahrnbach – Bischofsmais – REG 5 – Doppelmühle – Stegwiese – Ritzmais – St 2135 – REG 5 – Hochbruck – St 2135 |
| REG 2   | /St 2135 – Wieshof – REG 22 – Weißenstein |
| REG 3   | in Linden – St 2136 in Furthof |
| REG 4   | St 2134 – St 2134 in Rinchnach |
| REG 5   | / – March – REG 13 – Triefenried – Gaisruck – Habischried – Unterbreitenau – Wastlsäge – Bischofsmais – REG 1 – Hochbruck – REG 1 – Käsemühl – Zell – REG 15 – Stadlhof – St 2134 – Holzmühle – Kirchberg im Wald – REG 12 – Hachenfeld – Mitterbichl – Trametsried – Bruck – Kirchdorf im Wald – Kirchdorföd – Landkreisgrenze – (FRG 24 im Landkreis Freyung-Grafenau) |
| REG 6   | Fichtental – Geigenmühle – Prackenbach – Vormühle – Obermühle – Herzogsäge – Zeitlau – REG 21 – Landkreisgrenze – (SR 40 im Landkreis Straubing-Bogen) |
| REG 7   | Bauschuttdeponie Fernsdorf – in Linden |
| REG 8   | in Ludwigsthal – Lindbergmühle – REG 10 – Spiegelhütte – Jungmaierhütte – Buchenau – Pochermühle – Oberzwieselau – St 2132 in Dampfsäge |
| REG 9   | REG 12 in Hangenleithen – Raindorf – Oberfeld – St 2134 – Untermitterdorf – Kaltenbrunn – Abtschlag – in Kirchdorf im Wald |
| REG 10  | Rabenstein Nord – Rabenstein – Klautzenbach – Zwiesel – Theresienthal – Lindberg – Lehen – Oberlindbergmühle – REG 8 in Lindbergmühle |
| REG 11  | REG 14 – Achslach – Sträußelmühle – Grün – Landkreisgrenze – (DEG 3 im Landkreis Deggendorf) |
| REG 12  | St 2134 – Ellerbach – Stadl – Stadlmühle – Unternaglbach – Kirchberg im Wald – St 2134 – REG 5 – Unterneumais – Hangenleithen – REG 9 – Landkreisgrenze – (DEG 40 im Landkreis Deggendorf) |
| REG 13  | – Stegmühle – Ruhmannsfelden – Bruckmühle – Bruckhof – Auerbach – Hafenried – Leuthen – REG 5 in March |
| REG 14  | in Schlatzendorf – Schmidweide – Aumühle – Tanzstadl – Kirchaitnach – Schwarzhof – Hilb – Liebhof – Einweging – Allersdorf – Kottinggrub – Kogl – Schreindorf – Weghof – REG 11 – Achslach – Bachlehen – Hampermühle – REG 16 – Gotteszell – Gotteszell Bahnhof |
| REG 15  | REG 5 in Zell – Dösingerried – Landkreisgrenze – (DEG 23 im Landkreis Deggendorf) |
| REG 16  | REG 14 – Pulvermühle – Hahnburg – |
| REG 17  | (CHA 48 im Landkreis Cham) – Landkreisgrenze – Höllenstein – St 2139 |
| REG 18  | St 2136 in Teisnach – Oed – Aschersdorf – Kaikenried – Triendlmühle – Busmannsried – / |
| REG 19  | in Ayrhof – Seigersdorf – Altnußberg – St 2636 in Kammersdorf |
| REG 20  | St 2139 – Rugenmühle – Rugenhof – St 2139 in Viechtach |
| REG 21  | REG 6 – Ramersdorf – Rechertsried – Oberhofen – Reichsdorf – St 2139 |
| REG 22  | REG 2 – |

## Quelle
OpenStreetMap: Landkreis Regen – Landkreis Regen im OpenStreetMap-Wiki